# Ansonia torrentis
Ansonia torrentis är en groddjursart som beskrevs av Dring 1984. Ansonia torrentis ingår i släktet Ansonia och familjen paddor. IUCN kategoriserar arten globalt som sårbar. Inga underarter finns listade i Catalogue of Life.